# Attikameks
Pour les articles homonymes, voir Atikamekw.
Cet article concerne le peuple autochtone. Pour la langue, voir Atikamekw (langue).
Atikamekw Nehirowisiwok
Les Attikameks ou Atikamekw Nehirowisiwok, sont un peuple autochtone du Québec au Canada. Ils vivent dans la vallée de la rivière Saint-Maurice et nomment leur territoire Nitaskinan (signifiant « Notre terre »). Ils ont d'ailleurs déclaré unilatéralement leur souveraineté sur ce territoire de 80 000 km2 en 2014, qui englobe entre autres, les villes de La Tuque, Shawinigan et de Trois-Rivières.
Ils sont divisés en trois bandes, Manawan, Opitciwan et Wemotaci, regroupées sous le Conseil de la Nation atikamekw basé à La Tuque.
Ensemble, elles ont une population inscrite totale de 7 747 membres en 2016.
Les Atikamekws parlent l'atikamekw, une langue de la famille linguistique algonquienne proche du cri et du Innu-aimun, ainsi que le français. L'atikamekw est toujours utilisé quotidiennement par les Atikamekw de nos jours, faisant de celle-ci l'une des langues autochtones du Québec les moins menacées d'extinction.
Traditionnellement, ils pratiquent la pêche, la chasse et la cueillette. Le partage est aussi très présent chez eux, que ce soit la viande, les objets utilitaires, etc. Ils sont toujours prêts à aider les leurs. Et historiquement, ils sont alliés avec les Innus, avec qui partage langue, culture et histoire.

## Appellations
L'endonyme de la nation est « Atikamekw Nehirowisiw » au singulier et « Atikamekw Nehirowisiwok » au pluriel. Tel qu'en atikamekw nehiromowin, la terminaison est en -w et le pluriel, en -ok.
L'exonyme des Atikamekw Nehirowisiwok est « Attikamek », un nom originaire de l'anishinàbemiwin signifiant « poisson blanc » et repris par les colons français dès le XVIIe siècle. La terminaison en -k et le pluriel en -s sont prônés par l'Office québécois de la langue française, au contraire de ce que préconise l'Institut linguistique Atikamekw-Wasihakan. Auparavant, d'autres exonymes ont été utilisés par les non-autochtones, à savoir « Têtes-de-Boule », « Gens-des-terres » et « Tribus de l'intérieur ». Les Innus-Ilnus ont quant à eux utilisé les appellations « Sagami » et « Ogica 'kamiiu » ou « Otcakami ilnuts » et emploient aujourd'hui le nom « Uemutashiunnu » au singulier « Uemutashiunnuat » au pluriel,.

## Territoire

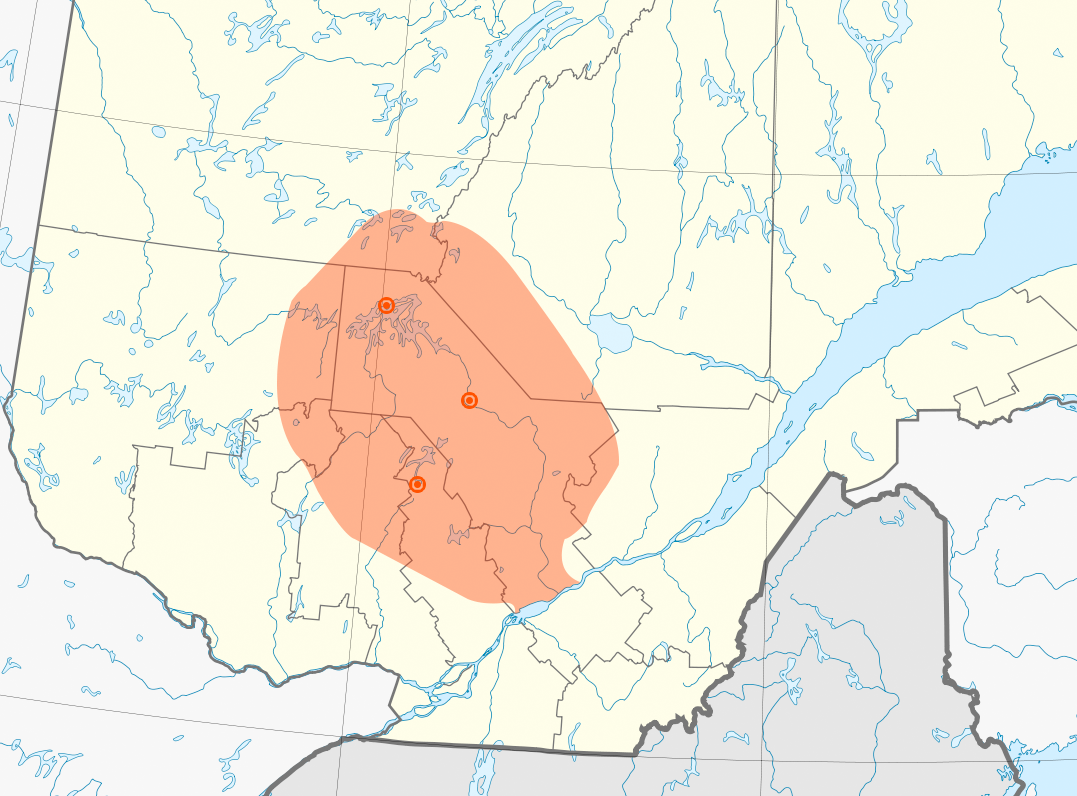
Carte du Nitaskinan

Le territoire ancestral revendiqué par les Atikamekws est nommé « Nitaskinan », ce qui signifie « Notre terre » dans la langue atikamekw.
Historiquement, celui-ci était divisé en territoires familiaux où chaque famille avait son propre territoire pour en tirer sa subsistance. La superficie de chaque territoire variait. Le premier à avoir cartographié ces territoires fut D. S. Davidson en 1928, qui cependant les appelait Têtes-de-Boule. De nos jours, le système des territoires familiaux est encore utilisé pour la pratique des activités traditionnelles et de subsistance malgré l'intensification de l'industrie forestière et la pression exercée par la chasse et la pêche venant des touristes.[réf. souhaitée]
Depuis 1978, les Atikamekws sont en négociation avec les gouvernements du Canada et du Québec afin d'en arriver à une entente concernant leurs revendications globales. Le 8 septembre 2014, le Conseil de la Nation atikamekw a déclaré unilatéralement sa souveraineté sur le Nitaskinan couvrant une superficie de 80 000 km2 incluant entre autres, les villes de La Tuque, Shawinigan et Trois-Rivières. L'un des buts principaux de cette déclaration est d'affirmer l'exigence du consentement préalable de cette nation pour tout développement, usage et exploitation des ressources situées sur ce territoire,,,,. Cependant, cette déclaration de souveraineté n'a aucun effet pour le moment, n'ayant été reconnue ni par les gouvernements du Canada ou du Québec, ni par les tribunaux.

### Réserves

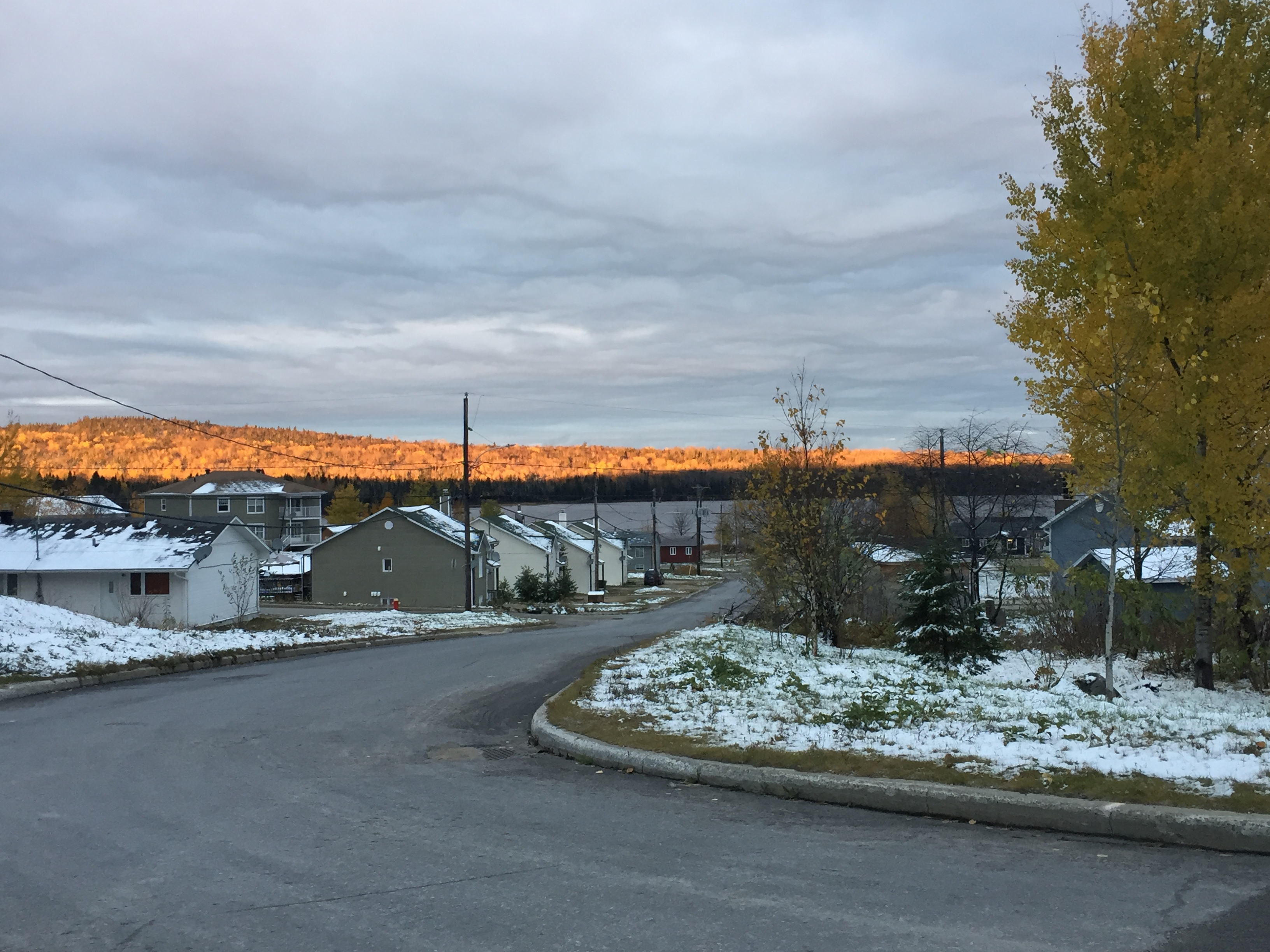
La communauté atikamekw de Manawan en 2016

Les Atikamekws possèdent trois réserves habitées qui correspondent aux trois bandes formant la nation : Manawan, Obedjiwan et Wemotaci.
Manawan, siège des Atikamekw de Manawan, est située à 140 km à l'ouest de La Tuque et à 72 km au nord de Saint-Michel-des-Saints sur la rive sud du lac Métabeska dans la région de Lanaudière. Elle couvre une superficie de près de 800 hectares et a une population d'environ 1 500 habitants. Le nom de « Manawan » signifie « là où l’on trouve des œufs ». Elle a été créée officiellement le 29 août 1906, mais il y a une population permanente en ce lieu depuis le début des années 1850.
Obedjiwan, également appelée Opitciwan, siège des Atikamekw d'Opitciwan, est la plus nordique et la plus isolée des trois communautés atikamekw. Elle est située sur la rive nord du réservoir Gouin. Son nom signifie « courant du détroit ». L'endroit a une population permanente depuis le début des années 1910. Avant cela, la population qui s'est éventuellement installée à Obedjiwan fréquentait plutôt le lieu de rassemblement estival de Kikendatch où un poste de la Compagnie de la Baie d'Hudson et une chapelle catholique avaient été érigés, mais la mise en service du barrage La Loutre en 1918 inonda Kikendatch, forçant l'abandon définitif de l'endroit.
Wemotaci, siège du Conseil des Atikamekw de Wemotaci, se situe entre Manawan et Obedjiwan en Haute-Mauricie à 115 km au nord-ouest de La Tuque le long de la rivière Saint-Maurice près de l'embouchure de la rivière Manouane. Son nom signifie « la montagne d'où l'on observe ». Elle couvre une superficie de 34 km2 et a une population d'environ 1 300 habitants. La communauté de Wemotaci possède également la réserve inhabitée de Coucoucache.

## Démographie
En octobre 2016, ensemble, les trois bandes atikamekws, c'est-à-dire Manawan, Opitciwan et Wemotaci, avaient une population inscrite totale de 7 747 membres dont 18 % vivaient hors réserve.
| Bande              | Population inscrite totale | Population inscrite vivant hors réserve |
| ------------------ | -------------------------- | --------------------------------------- |
| Manawan            | 2 892                      | 409                                     |
| Opitciwan          | 2 937                      | 529                                     |
| Wemotaci           | 1949                       | 445                                     |
| Atikamekws (Total) | 7 747                      | 1 377                                   |

## Histoire

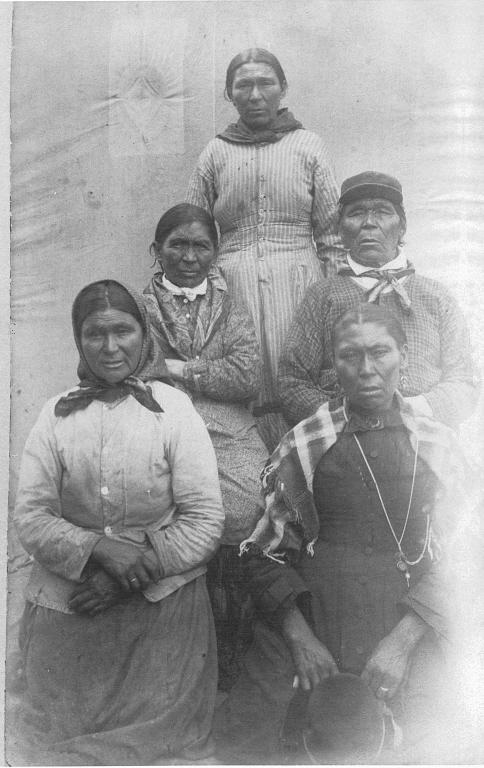
Atikamekw de Manawan vers 1900

Les premières mentions écrites des Atikamekws remontent au début du XVIIe siècle alors qu'ils vivaient en Haute-Mauricie dans la forêt boréale,,. Ils entrèrent en contact avec les Européens, principalement les français, pour des échanges commerciaux telle que la traite des fourrures et l'évangélisation par les missionnaires. Plus tard, les Atikamekws interagiront avec eux au sujet de l'exploitation forestière.

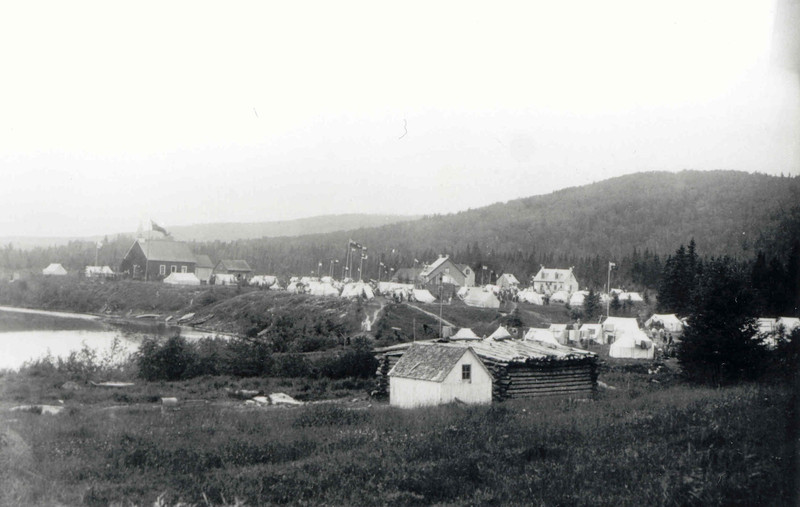
Village de Weymontachie en 1913

Au milieu du XIXe siècle, quatre principaux postes de traite furent établis dans le haut et le bas de la rivière Saint-Maurice, c'est-à-dire sur le territoire des Atikamekws : Manaouane (devenu Manawan depuis 1991), Weymontachie (Wemotaci depuis 1997), Kikendatch (au sud-est du réservoir Gouin) et Coucoucache. Les Atikamekws et les Français, devenus entre-temps Canadiens français, qui participaient à la traite des fourrures avaient recours à de nombreux échanges économiques marqués, au départ, par un rapport d’entraide et de coopération ainsi qu’un mode de vie semblable. Les deux peuples étaient employés dans les postes de traite de la Compagnie de la Baie d'Hudson. Cependant, à partir des années 1820, la relation d'entraide avec les Canadiens français commença à s'estomper petit à petit avec la diminution du commerce des fourrures au profit du commerce du bois, notamment à la suite du blocus continental de Napoléon. Ainsi, les Atikamekws commencèrent à rencontrer davantage de bûcherons canadiens.
À partir de 1837, des missionnaires catholiques se rendirent en Haute-Mauricie à chaque été afin de procéder aux mariages et aux baptêmes ainsi que d'organiser des événements religieux dans le but d'évangéliser les autochtones. Les rencontres entre les Atikamekws et ces missionnaires devinrent plus fréquentes à partir de la fin du XIXe siècle à la suite de la mise en place de voies ferrées. Dès leurs premières rencontres, les Atikamekws accueillirent les missionnaires avec enthousiasme puisque ceux-ci occupaient le rôle important d’être les intermédiaires entre leurs groupes et les autorités politiques. Avant la création de la Confédération canadienne en 1867, les Atikamekws exerçaient le contrôle des ressources naturelles de leur territoire surtout grâce au fait qu'ils étaient plus nombreux que les travailleurs forestiers en Mauricie. Cette situation changea dans les années 1870 puisqu'une masse de Canadiens français vint s'installer en Haute-Mauricie, rendant les Atikamekws minoritaires. Ces derniers visitaient les chantiers forestiers dans le but d'effectuer des échanges commerciaux et d'y trouver un emploi. Même si certains Atikamekws s'intégrèrent facilement au sein des chantiers en raison de leur connaissance du territoire, la plupart d'entre-eux furent ignorés par les entrepreneurs forestiers. Les relations entre les Atikamekws et les Eurocanadiens étaient tendues puisque ces derniers avaient la volonté d'exploiter les ressources forestières du territoire. Ainsi, pour garantir un espace suffisant pour la pratique de leur mode de vie de subsistance face au développement de l'exploitation forestière, les Atikamekws s'adressèrent au ministère des Affaires indiennes et du Nord Canada en 1881 afin d'obtenir une réserve en Mauricie. Les missionnaires catholiques jouèrent un rôle important dans la création de cette réserve. En effet, lorsque les premières réserves furent fondées à la fin du XIXe siècle, aucun agent des Affaires indiennes n'était disponible pour répondre aux besoins des Atikamekws et ce sont les missionnaires qui s'adressaient au gouvernement fédéral lors d'urgences médicales ou lors de la nécessité d'une intervention policière. Le rôle politique des missionnaires assurait une relation harmonieuse entre ceux-ci et les Atikamekws. Un point de divergence existait néanmoins au sujet des réserves, les Atikamekws voulaient obtenir un territoire qui ne sera pas affecté par les coupes forestières tandis que les missionnaires souhaitaient leur sédentarisation dans le but de faciliter l'évangélisation. Ainsi, les premières réserves en Haute-Mauricie furent fondées à partir de 1895 avec l'aide des missionnaires catholiques. Ce délai depuis le début des années 1880 fit en sorte que les territoires disponibles étaient plus rares et ne correspondaient qu'à une fraction des besoins des Atikamekws,.
Les pensionnats firent leur apparition vers 1932. On y enseignait l’histoire du Canada, la géographie, le français, l’arithmétique et la religion. Il y avait six niveaux et trois catégories d’âge : les petits (7 à 9 ans), les moyens (10 à 11 ans) et les grands (12 à 16 ans). Les jeunes n’avaient aucun contact avec les autres groupes. On y montrait la discipline et les autochtones n’avaient pas le droit de parler leur langue maternelle, sinon on les punissait sévèrement. Tous les jeunes autochtones étaient obligés d’aller au pensionnat. Les enfants atikamekws étaient envoyés au pensionnat de Pointe-Bleue afin qu'ils soient éloignés de Wemotaci pour éviter qu'ils s'enfuient. En septembre, ils quittaient leurs familles pour aller au pensionnat et ne revenaient qu’au mois de juin. Les jeunes étaient souvent maltraités s’ils ne suivaient pas les règles ou faisaient des bévues.

## Abus sexuels
Raynald Couture, prêtre des Oblats de Marie-Immaculée a travaillé dans la communauté des Attikameks de Wemotaci  et a agressé neuf enfants à partir de 1982. Quatre d'entre eux se sont suicidés. Il quitte cette communauté en 1991 et trouve refuge en France accueilli par les Oblats. Il est condamné en 2004 à 15 mois de prison,.

## Culture et traditions

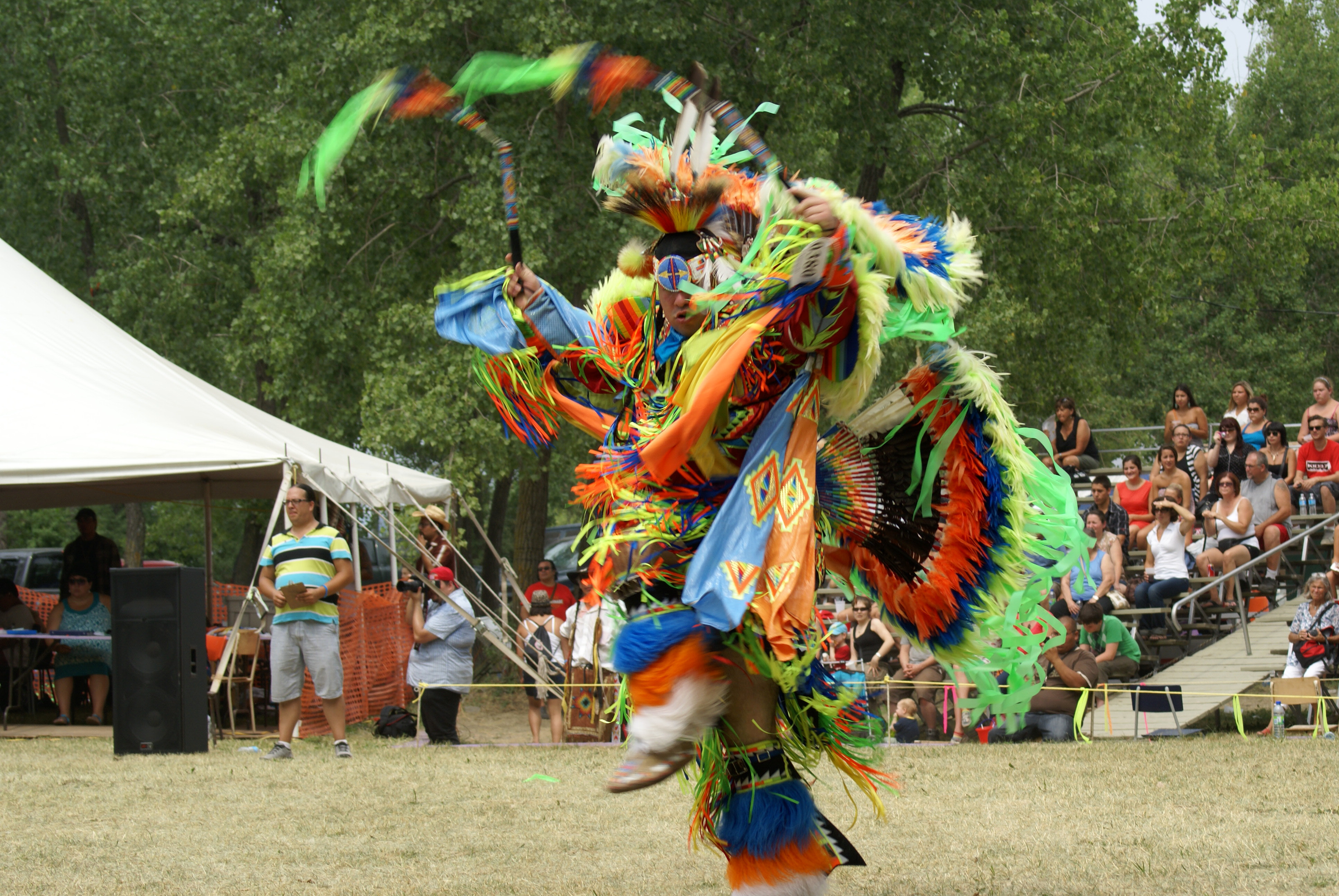
Danseur durant le pow-wow de Manawan de 2012

### Saisons et mois de l'année
Chez les Atikamekws, l’année est divisée en six saisons. Chaque saison correspond à une activité principale. L'ordre des saisons commence par Sikon qui est une sorte de pré-printemps et, dans cette saison, les Atikamekws fabriquent des paniers d'écorce qui peuvent contenir l’eau d’érable cueillie dans cette période de l’année. La saison suivante est Morakamin, équivalente au printemps, au cours de laquelle les Atikamekws vont pêcher et chasser la perdrix. Ensuite, vient Nipin, l'été ; on y fait la même chose qu’à la saison précédente. L'automne correspond à Takwakin où commence la chasse à l’orignal. C’est durant le début de l’hiver, appelé Pitcipipon, que les Atikamekws vont trapper des castors et que les femmes font des manteaux avec leurs fourrures. Durant l’hiver, ou Pipon, ils pêchent sous la glace avec des filets fabriqués par des hommes et où d’autres fabriquent des paires de raquettes ; les femmes enlèvent le poil des peaux d’orignal, puis elles les lavent, les grattent, les découpent en babiche pour tresser les raquettes.
Les Atikamekws modernes ont adopté le calendrier grégorien de 12 mois. Les anciens Atikamekws ont traduit les noms des mois en atikamekw en considérant les activités qui se reproduisaient chaque année lors de ces mois. Ce sont toujours les noms des mois utilisés par les Atikamekws de nos jours.
| Mois      | Traduction en atikamekw | Signification                                    |
| --------- | ----------------------- | ------------------------------------------------ |
| Janvier   | Kenositc Pisimw         | Le mois le plus long                             |
| Février   | Akokatcic Pisimw        | Le mois où tous les siffleux sortent             |
| Mars      | Nikikw Pisimw           | Le mois de la loutre                             |
| Avril     | Ka Wasikatotc Pisimw    | Le mois où la lune se reflète sur la glace       |
| Mai       | Wapikon Pisimw          | Le mois de la floraison                          |
| Juin      | Otehimin Pisimw         | Le mois des fraises                              |
| Juillet   | Mikomini Pisimw         | Le mois des framboises                           |
| Août      | Otatakon Pisimw         | Le mois où les jeunes oiseaux apprennent à voler |
| Septembre | Kakone Pisimw           | Le mois où le porc-épic se reproduit             |
| Octobre   | Namekosi Pisimw         | Le mois où la truite fraie                       |
| Novembre  | Atikamekw Pisimw        | Le mois où la corégone (poisson blanc) fraie     |
| Décembre  | Pitcipipon Pisimw       | Le mois des temps longs                          |

### Activités traditionnelles

#### Arts traditionnels

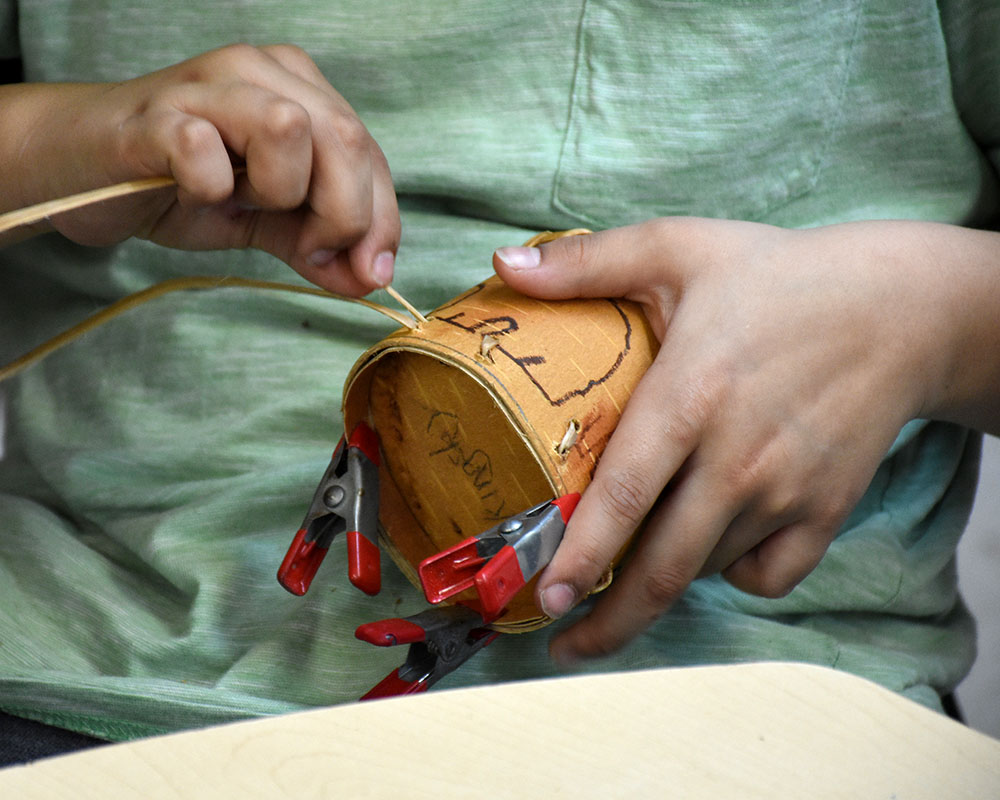
Un Atikamekw cousant un panier d'écorce

Les Atikamekw fabriquaient de leurs propres mains des paniers d’écorce de toutes les formes dont ils se servaient pour mettre leurs aliments. Ce serait eux qui auraient découvert le sirop d’érable qu’ils mettaient dans ce genre de paniers[réf. nécessaire]. Ils étaient faits avec des racines et de l’écorce de bouleau. Aux mille et un usages, ils se servaient également de ce matériau pour fabriquer les légendaires canots, légers et profilés. Durant les hivers rigoureux, les femmes étaient expertes dans la confection des mitaines, des manteaux et des mocassins en peau d’orignal. C’est en observant la perdrix, un des rares oiseaux à marcher sur la neige, que les Amérindiens ont eu l’idée de fabriquer des raquettes qui leur permettaient ainsi d’en faire autant.[réf. souhaitée] Elles étaient faites de babiche de caribou ou d’orignal, et de bouleau. Tout était utile pour les Amérindiens. Aujourd’hui, on en fabrique également pour la vente.

#### Cérémonies traditionnelles pour les premiers apprentissages
Parmi les éléments de l'apprentissage chez les Atikamekws, on retrouve les cérémonies traditionnelles qui, pour certains sages, étaient essentielles et le sont encore de nos jours pour faire vivre la spiritualité et aussi conserver les valeurs Atikamekws. De nos jours elles peuvent aussi aider à résoudre les problèmes de consommation et de violence, etc. Dans ces cérémonies, les Atikamekws accordent beaucoup d'importance à l'enfance. Voici quelques exemples de cérémonies traditionnelles chez les Atikamekws.
Lors de la cérémonie du nouveau-né, la mère présente l'enfant à tous les aînés qui eux forment un cercle. On offre des objets symboliques à l'enfant, on récite des prières et on chante. Le parrain et la marraine acceptent d'accompagner l'enfant durant toute sa vie.
La cérémonie des premiers pas est une cérémonie de la première sortie qui a lieu sur le territoire traditionnel. Elle marque une autre étape de la vie de l'enfant. Elle se déroule très tôt le matin, dans une tente dont la porte est orienté vers l'Est pour bien faire entrer la lumière. L'enfant sort avec sa marraine et son parrain, qui le font marcher sur des branches de sapins. On offre au petit garçon du gibier, une gibecière, un petit arbre décoré de ruban et une hache. Il tire pour la première fois un coup de fusil. À la petite fille, on offre un Tikinakan (un objet servant à transporter l'enfant sur son dos), qui symbolise le fait qu'elle pourra donner la vie. Les personnes présentent à la cérémonie s'engagent à aider l'enfant tout au long de sa vie.

### Religion et spiritualité
Les Atikamekws sont à grande majorité catholiques. En effet, selon l'Enquête sur les ménages de 2011 de Statistiques Canada, 89 % des Atikamekws sont catholiques, 7 % ont une spiritualité autochtone, 3 % n'ont aucune appartenance religieuse et 1 % sont chrétiens protestants (surtout pentecôtistes).

## Langue
La langue principale des Atikamekws est l'atikamekw, qu'ils nomment eux-mêmes Atikamekw Nehiromowin. Il s'agit d'une langue faisant partie du continuum linguistique cri-montagnais-naskapi au sein de la famille des langues algonquiennes centrales.
Elle est partiellement compréhensible par les locuteurs d'autres dialectes cris comme l'innu-aimun.
Comme langue algonquienne, l'atikamekw est une langue polysynthétique, c'est-à-dire une langue hautement synthétique dans laquelle chaque mot est composé de nombreux morphèmes.
À différence du cri qui utilise le syllabaire autochtone canadien, l'atikamekw utilise l'alphabet latin, mais ne comprend que quinze lettres de celle-ci dont une qui lui est propre, le « Tc ». Les Atikamekw parlent également le français.
Selon l'Enquête sur les ménages de 2011 de Statistiques Canada, 97,8 % des Atikamekws ont une langue autochtone en tant que langue maternelle, 95,8 % utilisent une langue autochtone le plus souvent à la maison et 99,2 % connaissent une langue autochtone. Sur les locuteurs d'une langue autochtone, 99,5 % parlent l'atikamekw, 0,4 % l'innu-aimun et 0,4 % le cri.
Sur l'ensemble des Atikamekws, pour la connaissance, des langues officielles, 84,5 % connaissent le français, 3,5 % connaissent le français et l'anglais et 12,1 % ne connaissent ni le français ni l'anglais. Ainsi, l'atikamekw est l'une des langues autochtones canadiennes les plus vivantes et les moins menacées d'extinction.

### Alphabet
En effet, dans la langue atikamekw, il y a 15 lettres de l'alphabet.
| P | T | K | S | C | Tc | M | N | R | H | W | A  | E  | I  | O  |
| - | - | - | - | - | -- | - | - | - | - | - | -- | -- | -- | -- |
| p | t | k | s | ʃ | ds | m | n | r | h | w | a: | e: | i: | u: |
| b | d | g | z |   | dz |   |   |   |   |   | a  |    | i  | u  |

D'après une recherche des linguistes, comme dans plusieurs langues autochtones tels que l'Innu, Cris, etc, le R, chez les Atikamekws, est un ancien alphabet de la langue Proto-algonquienne.
Les Atikamekws roulent leur R.

## Éducation

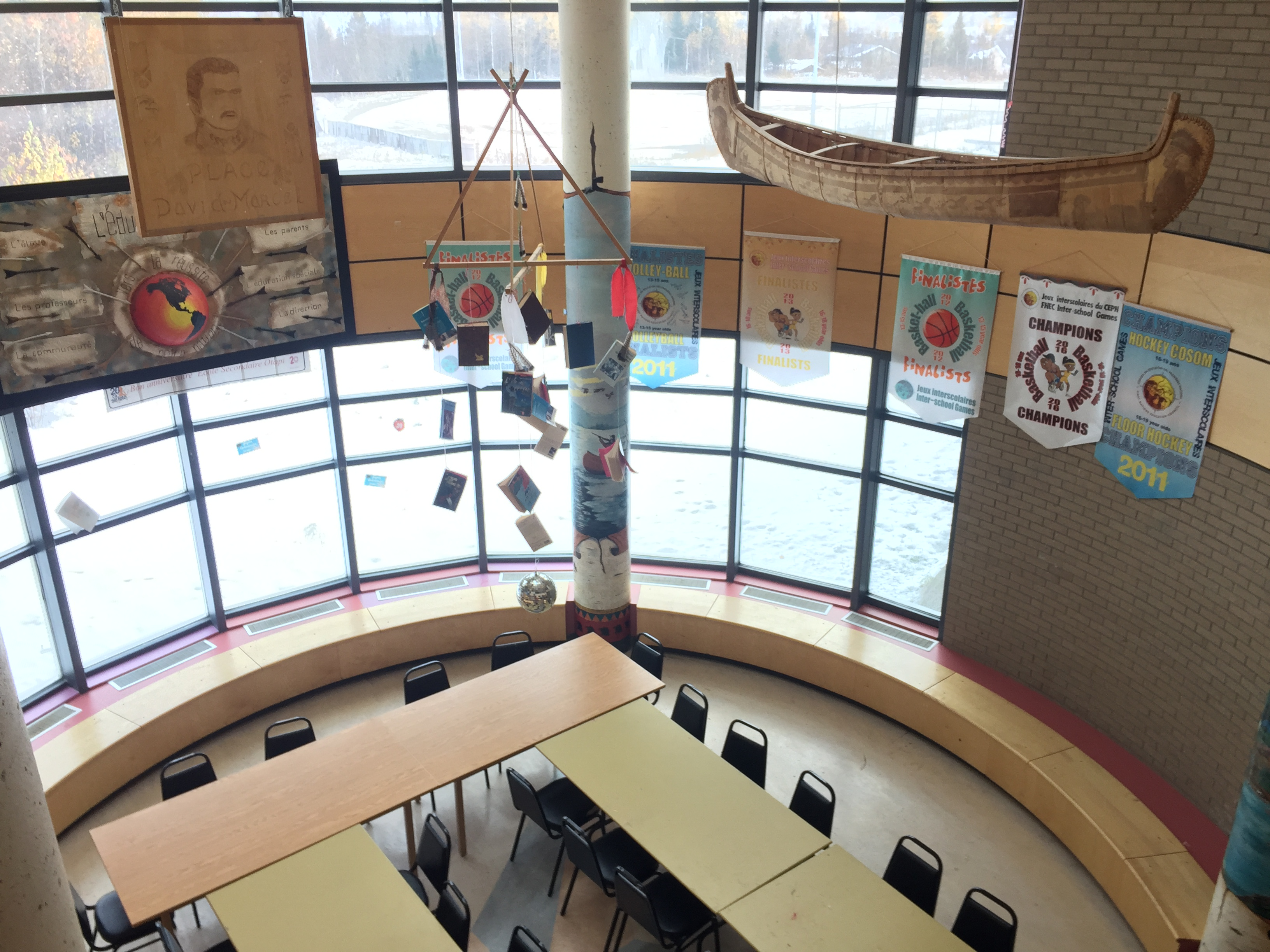
L'agora de l'école secondaire Otapi de Manawan en 2016

L'éducation des Atikamekws intègre une vision holistique et expérientielle dans leurs apprentissages. Les saisons, l'expérience du terrain et les enseignements familiaux sont les bases fondamentales de leurs apprentissages. Cette vision vise à prioriser la culture, l'expérience de vie du groupe sur les terres et l'expérience personnelle de l'individu. Elle permet aussi de faciliter un rapprochement entre deux réalités, celle sur le territoire et celle à l'extérieur du territoire du Nitaskinan,.
La transmission des savoirs traditionnels chez les Atikamekws se faisait en fonction des périodes de trappe et de chasse, puis la langue et les valeurs se développaient en fonction des caractéristiques du territoire. Dans cette communauté nomade ou semi-nomade, la parole des aînés est importante et donne un sens aux apprentissages tout comme la nature et les histoires des aînés. Chez les Atikamekws, l'apprentissage était acquis selon le rythme et la volonté des enfants, si au printemps un enfant n'avait pas appris à manier son canot pour rejoindre sa communauté, il se reprenait sans problème l'année d'après, puis la suivante. Pour eux, le temps de l'année marque l'apprentissage,,.
L'évolution des Atikamekws est basée sur des valeurs principales telles que, l'harmonie avec la nature, les punitions physiques rares, le partage libre et la satisfaction des besoins présents. Ces valeurs se véhiculent encore aujourd'hui dans les communautés atikamekws. Elles sont toujours basées sur le mode de vie en forêt, le respect de la nature et des êtres humains et enfin une gestion du territoire fondée sur la nécessité de survie,,.

## Services sociaux
En 2018, la Nation atikamekw est la première au Québec à signer une entente officielle avec le gouvernement pour établir son propre régime de protection de la jeunesse. Mis en place comme projet pilote depuis 2000, le Système d’intervention d’autorité atikamekw (SIAA) devient responsable des fonctions précédemment assumées par la Direction de la protection de la jeunesse (DPJ). Son périmètre d'action est celui de Manawan, Wemotaci et La Tuque. Ce système s'appuie sur la culture et les valeurs atikamekw pour développer la responsabilisation individuelle, familiale et communautaire. À la suite d'un signalement, le plan d'intervention prévoit la formation d'un conseil de famille, qui se réunit dans un lieu culturel ou communautaire (forêt ou centre associatif). Le projet pilote a permis une forte réduction des cas de judiciarisation.

## Personnalités

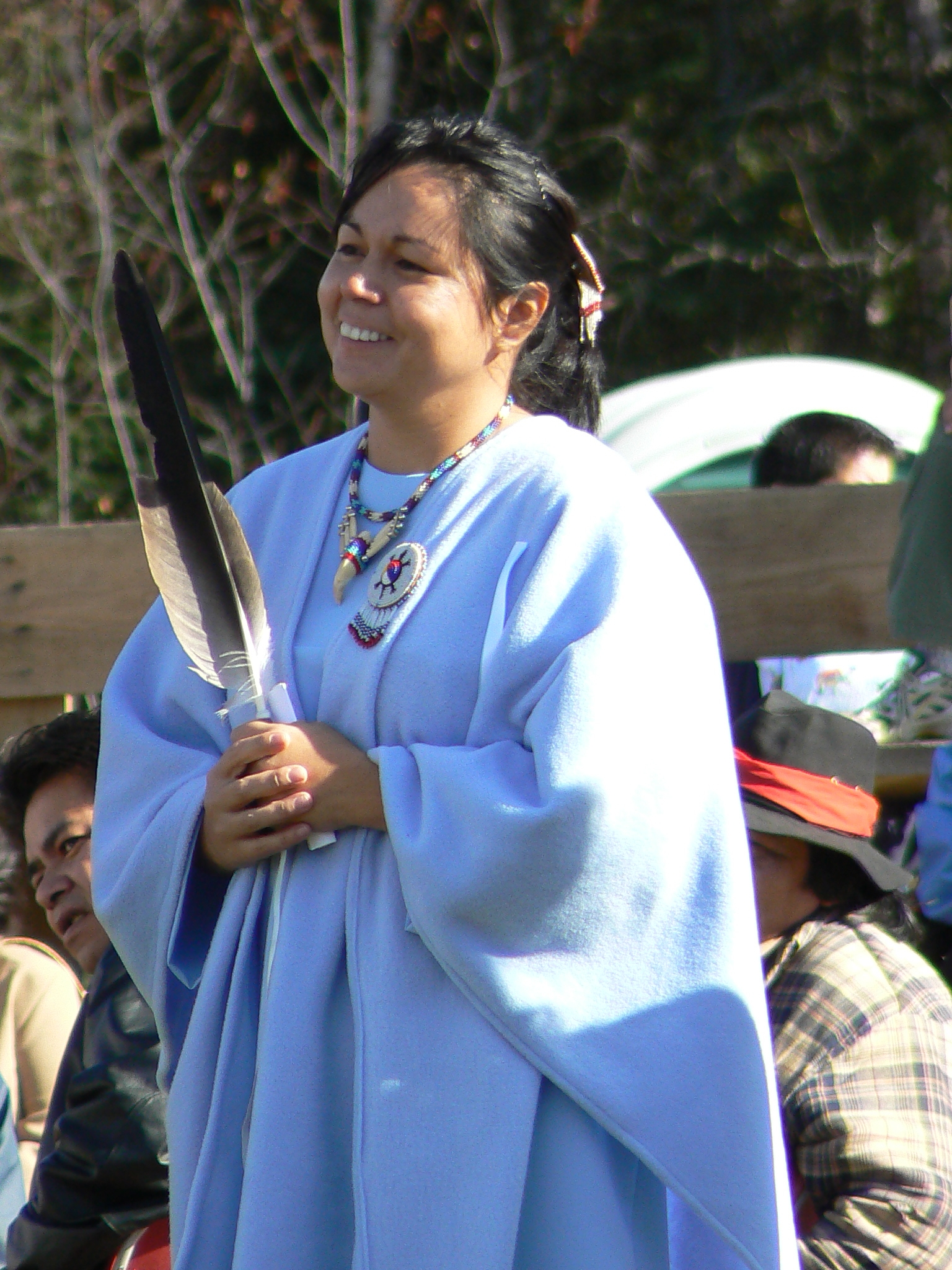
Eva Ottawa, première femme Chef de la nation.

- André Quitich, grand chef du Conseil de la Nation atikamekw de 2013 à 2014 et négociateur adjoint pour la revendication globale de 2004 à 2007.
- César Newashish (atj), a joué un rôle important dans les négociations territoriales.
- Constant Awashish, grand chef du Conseil de la Nation atikamekw depuis 2014.
- Eva Ottawa, première grande chef du Conseil de la Nation atikamekw de 2006 à 2013 et la première autochtone à présider le Conseil du statut de la femme du Québec.
- Gilles Ottawa, historien et auteur atikamekw de Manawan
- Jemmy Echaquan Dubé (1993-), actrice, réalisatrice et porte-parole de la communauté
- Joyce Echaquan
- Sakay Ottawa, auteur-compositeur-interprète
- Black Bear, groupe de chants traditionnels atikamekw